# شو شينوهارا
شو شينوهارا (باليابانية: 篠原 聖) (11 أغسطس 1989 في هيروشيما في اليابان – )؛ هو لاعب كرة قدم سابق كان يلعب كلاعب وسط.

## وصلات خارجية
- شو شينوهارا على موقع قاعدة بيانات كرة القدم.إي يو (الإنجليزية)
- شو شينوهارا على موقع Soccerway.com (الإنجليزية)
- شو شينوهارا على موقع عالم كرة القدم.نت (الإنجليزية)